# Astráin
Pour les articles homonymes, voir Astrain.
Astráin en espagnol et Asterain en basque est un village situé dans la commune de Cendea de Cizur dans la Communauté forale de Navarre, en Espagne. Il est doté du statut de concejo.
Astráin est situé dans la zone linguistique mixte de Navarre.